# Redemptionis donum
Redemptionis donum – adhortacja papieża Jana Pawła II z 1984 roku dotycząca życia zakonnego.
Napisany z wyłącznej inicjatywy papieża dokument mówi o konsekracji zakonnej w świetle tajemnicy Odkupienia. Jan Paweł II podpisał go 25 marca 1984 w Uroczystość Zwiastowania przypadającą w kalendarzu liturgicznym Kościoła katolickiego. Po Soborze Watykańskim II nastąpił kryzys w ilości powołań do stanu zakonnego. Liczni zakonnicy i zakonnice opuszczali klasztory. Adhortacja była próbą przybliżenia ideału życia konsekrowanego. Naświetla ona teologię, duchowość oraz wymiar apostolski życia zakonnego. Papież przedstawił życie zakonne w jego wymiarach trynitarnym, paschalnym i eschatologicznym.
Dokument papieski składa się z pozdrowienia, pięciu rozdziałów i zakończenia. Pełny tytuł dokumentu:

Adhortacja Apostolska Ojca Świętego Jana Pawła II - Redemptionis donum - o konsekracji zakonnej w świetle Tajemnicy Odkupienia

## Główne tematy
- Powołanie zakonne
- Konsekracja zakonna
- Rady ewangeliczne
- Czystość, ubóstwo, posłuszeństwo w zakonach
- Umiłowanie Kościoła